# حضرت سلطان (شهرستانة)
حضرت سلطان (بالفارسية: حضرت سلطان) هي قرية تقع في إيران في شهرستانة في محافظة خراسان رضوي. يقدر عدد سكانها بـ 96 نسمة، تتألف من 27 عائلة، حسب تعداد سنة 2006.